# Provinění
Provinění obecně znamená poklesek, prohřešení, prohřešek.

## Trestní právo
V českém právním řádu je provinění odlišné označení trestného činu, který spáchal mladistvý (tedy kdo dovršil věku patnácti let a nepřekročil věku osmnácti let). Konstrukce (pojetí) provinění a trestného činu (dospělých) je totožné, v obou případech se požaduje, aby čin byl protiprávní a vykazoval znaky uvedené v zákoně. Nejde o samostatnou kategorii deliktů. Provinění ovšem nemají kategorizaci deliktů (trestné činy se rozlišují na přečiny a zločiny). Rozdíl bývá v odlišných formulacích výroku obžaloby nebo rozsudku. Zatímco dospělý pachatel by spáchal „zvlášť závažný zločin vraždy podle § 140 odst. 1 tr. zák.“, mladistvý by stejným skutkem spáchal „provinění vraždy podle § 140 odst. 1 tr. zák.“

## externí odkazy
- Téma Provinění ve Wikicitátech